# Орнитофауна

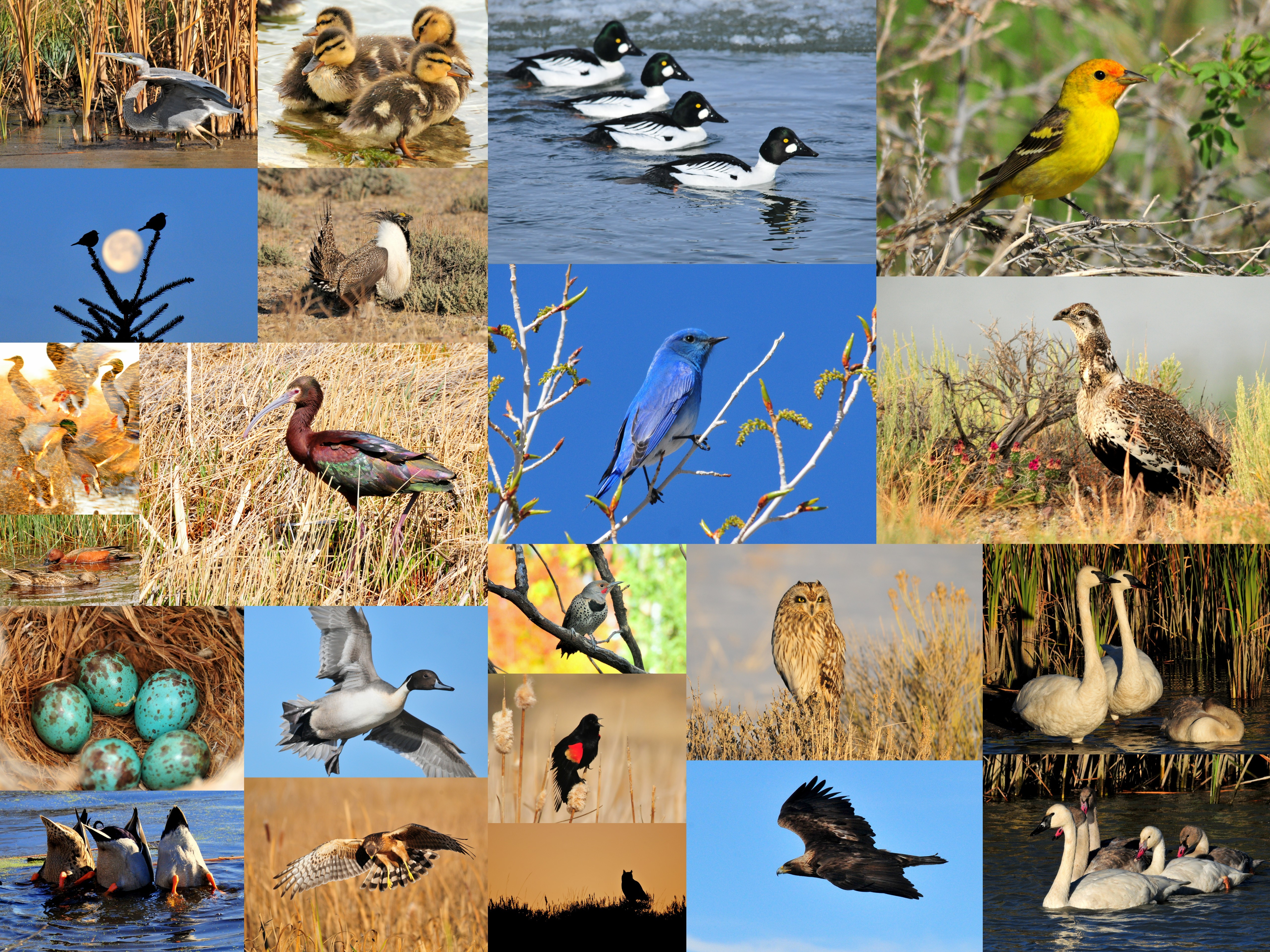
Орнитофауна заповедника

Орнитофауна, или авифауна (от греч. órnis, род. падеж órnithos — птица; лат. avis — птица и фауна) — совокупность птиц, населяющих определённую территорию или встречавшихся в какой-либо отрезок времени.

## Описание
Обычно под орнитофауной понимается комплекс видов птиц, характерных для тех или иных зоогеографических подразделений — областей или подобластей. Основные зоогеографические подразделения суши, сохранившие своё значение до сих пор, были установлены английским учёным Филипом Склейтером главным образом на основе распространения птиц:
- Палеарктическая область (PA): вся Европа, Азия до Гималаев и Северная Африка (включая Сахару);
- Эфиопская область (AF): Африка к югу от Сахары, Аравия, Мадагаскар и соседние острова;
- Восточная, или Индо-малайская область (OR): Азия к югу от Гималаев, Филиппины и Зондские острова до «линии Уоллеса», проходящей между островами Бали и Ломбок;
- Австралийская область (AU): Австралия, Тасмания, Зондские острова южнее «линии Уоллеса», Новая Гвинея, Океания и Новая Зеландия;
- Неарктическая область (NA): почти вся Северная Америка до Рио-Гранде;
- Неотропическая область (NT): Северная Америка к югу от Рио-Гранде, а также Центральная и Южная Америка[1].

Современная орнитофауна в Северном полушарии сложилась, по-видимому, в плейстоцене и позже, в Южном — в плиоцене. В пределах составляющего орнитофауну комплекса видов различают гнездящихся, оседлых, пролётных и зимующих птиц. Для зоогеографического анализа принимают во внимание главным образом комплекс гнездящихся и оседлых видов.